# Nottoway (langue)
Le nottoway est une langue éteinte de la famille des langues iroquoiennes. Elle était parlée par le peuple amérindien des Nottoways, qui ne comptait que 300 personnes au XVIIe siècle, dans le Sud-Est de la Virginie.

## Localisation géographique
Les Nottoways se nommaient eux-mêmes Cheroohaka ou Tcherohakaʔ. Les voisins des Nottoways étaient essentiellement des Algonquins et des populations de langue siouane. Au Sud, ils étaient en contact avec les Meherrins, un autre peuple iroquoien, qui étaient eux-mêmes voisins des Tuscaroras, également de langue iroquoienne.

## Connaissance de la langue
Vers 1820, la langue n'avait déjà plus que quelques locuteurs âgés. Cette année-là, un Américain, John Wood, relève un vocabulaire de 250 mots, dans une orthographe anglaise. C'est notre seule connaissance du nottoway, avec quelques mots supplémentaires dans une copie du vocabulaire établie par l'iroquoianiste J.N.B. Hewitt.
Le vocabulaire permet d'établir que le nottoway est proche du tuscarora et qu'il forme avec celui-ci le sous-groupe virginien des langues iroquoiennes du Nord.